# 人面牛
人面牛，是台灣民間傳說中的一種妖怪，擁有預知未來的能力。

## 外觀與能力
人面牛擁有人的臉和牛的身體，能夠說人話，且能夠預知未來，但因為預言到的事情幾乎都是災禍而讓人所畏懼。

## 現身紀錄
目前有關人面牛的記載一共有兩則：
| 年分             | 地點                           | 內容             | 結果                         |
| ---------------- | ------------------------------ | ---------------- | ---------------------------- |
| 1862（同治元年） | 台中四張犁                     | 未來將無田可播種 | 戴潮春事件爆發，許多農田荒廢 |
| 1913（大正三年） | 桃園廳三角湧（今新北市三峽區） | 未來將有戰亂發生 | 六甲事件爆發。               |

## 相關傳說

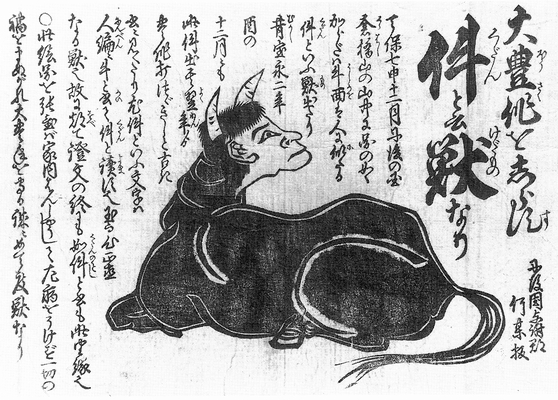
跟人面牛相當類似的日本妖怪：件

- 日本傳說中有一種妖怪：件，人面牛身，能夠預知到未來的災禍，但說完預言後會立刻死亡。跟人面牛相當類似[3]。

- 阿美族南勢群也有著人面牛的傳說[4]:30-31。